# The Land Where the Blues Began
The Land Where the Blues Began ist ein Dokumentarfilm des US-amerikanischen Musikforschers Alan Lomax. Zwischen 1978 und 1985 machte Lomax im Süden und Südwesten der Vereinigten Staaten Aufnahmen, die 1991 als American Patchwork Series in fünf Filmen von je 60 Minuten im amerikanischen Fernsehen auf PBS gezeigt wurden. „The Land Where the Blues Began“ ist der erste dieser Filme, fertiggestellt 1979.
Alan Lomax hatte in den 1930ern und 1940ern, anfangs mit seinem Vater John Lomax, das Mississippi Delta bereist und frühe Aufnahmen der dortigen Bluesmusiker angefertigt. Ende der 1970er kehrte er ins Delta zurück, um mit dem Filmemacher John M. Bishop und dem Folkloreforscher Worth Long „The Land Where the Blues Began“ zu drehen. Auf Video nahmen sie Musik und Erzählungen etlicher Bluesmusiker auf, darunter Johnny Brooks, Walter Brown, Bill Gordon, James Hall, William S. Hart, Beatrice und Clyde Maxwell, Jack Owens, Wilbert Puckett, J. T. Tucker, Reverend Caesar Smith, Bud Spires, Belton Sutherland, Napoleon Strickland und Othar Turner.
Begleitend zum Film erschienen ein Buch und eine CD, jeweils mit dem gleichen Titel.